# Bandera de Nueva Jersey
La bandera de Nueva Jersey está conformada por el escudo del estado colocado en un fondo de color amarillo pálido. El 11 de marzo de 1896, según el acta de la Asamblea General de Nueva Jersey, el color amarillo pálido se debe indirectamente a George Washington, que había ordenado el 2 de octubre de 1779, que la capa del uniforme de la Línea Continental Nueva Jersey debía ser de color azul oscuro, con frentes de color amarillo pálido. El frente de color amarillo pálido había sido reservado, hasta entonces, solo para su propio uniforme y para los otros generales de la Continental y sus ayudantes. Luego, el 28 de febrero de 1780, los oficiales de guerra continental en Filadelfia ordenaron que los frentes en la capa del uniforme de todos los regimientos fueran a ser del mismo color de fondo que tenía el pabellón estatal del regimiento.

## Colores
En 1965 por ley, los tonos de color azul y amarillo pálido fueron definidos por el Estado. Utilizando el sistema de color de cable desarrollado por la Asociación de los Estados Unidos, se definió como color el azul fuerte.